# Церква Святого Альбана (Снейнтон)
Церква святого Альбана (англ. St Albans's Church) — Українська Греко-Католицька Церква, яка знаходиться на Бонд-стріт у Снейнтоні, що в Ноттінгемі, Англія. Збудована у 1887–1888 роках як Парафіяльний храм Англіканської Церкви Святого Альбана. У 2003 році Єпархія Саутвеллу і Ноттінгему оголосила її надлишковою та продала Лондонській єпархії Пресвятої Родини, яка освятила її во ім'я Матері Божої Неустанної Помочі. 
Громада храму була утворена з парафій церкви Святого Стефана, що в Снейнтоні та церкви Святого Маттіаса, що в Ноттінгемі. 
Церква була спроєктована Джорджем Фредеріком Бодлі з кошторисом у 10 477 фунтів стерлінгів (що еквівалентно 1 170 000 фунтів стерлінгів у 2019 році). Побудована з цегли та каменю та має пресбітерій, неф, проходи, південний ґанок, північно-західну башню з 1 дзвоном. Сидячих місць було для 565 осіб.
Перший камінь під церкву був закладений у вівторок 9 березня 1886 року Преподобним Верноном Волластоном Гаттоном. Церква була освячена в суботу 23 липня 1887 р. Єпископом Георгом Ріддінгом. 
Каплиця Святої Марії була додана в 1898 році.  У 1912 році було подовжено південний прохід та додано ризницю, що коштувало 1 811 фунтів стерлінгів. 
Вівтар має східне вікно, яке вшановує пам'ять Вернона Волластона Гаттона, який був вікарієм парафіяльної церкви св. Стефана в Снайтоні (1868–84 рр.). Східне вікно коштувало на той час 200 фунтів стерлінгів. Хресна перегородка була подарована синами Томаса та Еліс Тью. Каплиця Святої Марії має ретабло, яке надала місіс Боуман-Гарт. Вівтар у каплиці Святого Майкла вшановує Чарльза Меттьюса та його сина. У церкві знаходиться вишукано прикрашена хрестильна купіль. Три вікна на боковому вівтарі встановили у 1913, 1915 та 1916 роках. 

## Настоятелі храму
- Ф Боуг, близько 1894–97
- Френсіс Чарльз Фінч, 1898–1900
- Кеннет Мартін, 1920–31
- Кирило Ернест Гарді, 1931–51